# 甲府市緑が丘スポーツ公園

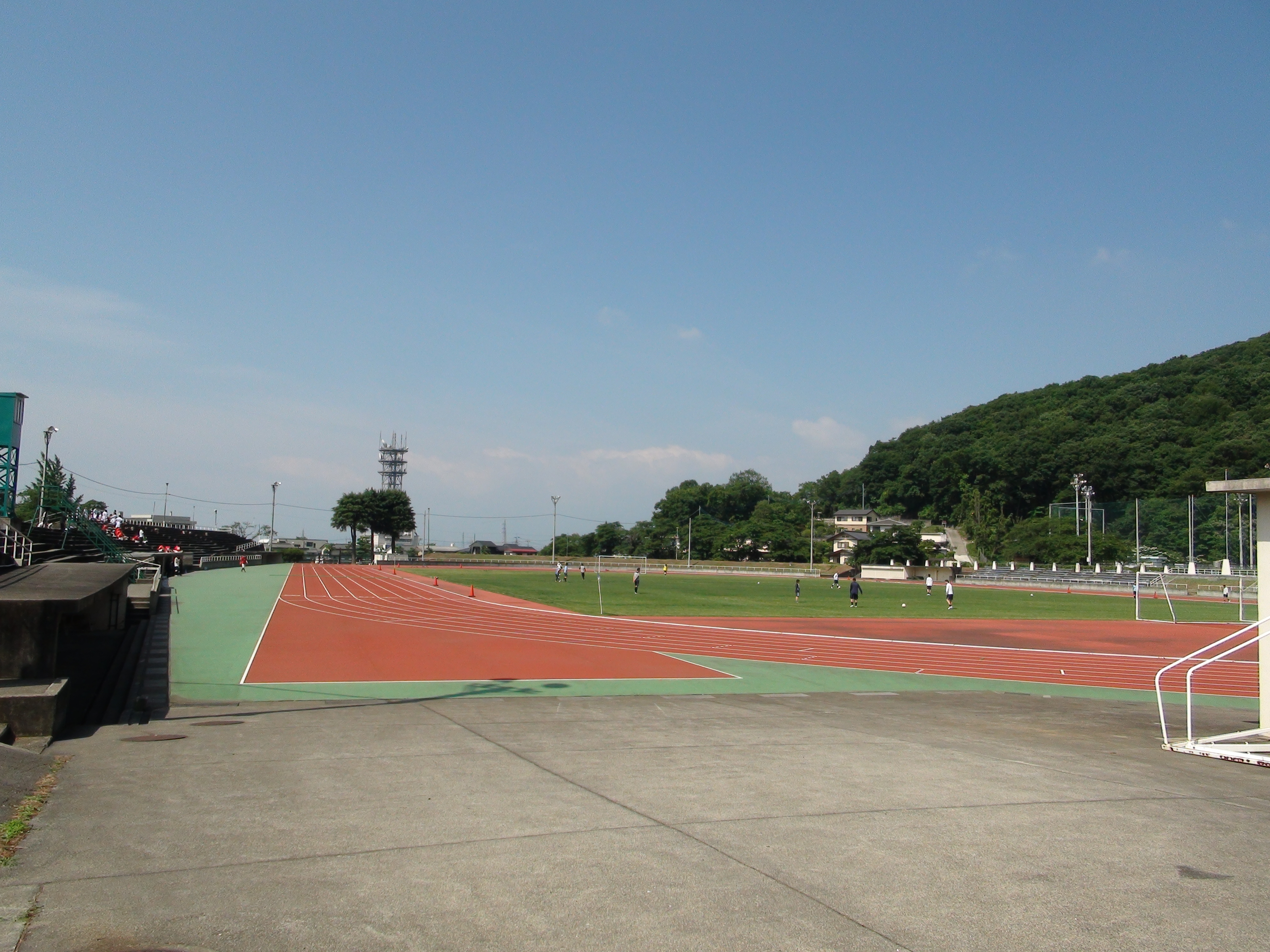
緑が丘スポーツ公園陸上競技場

甲府市緑が丘スポーツ公園（こうふしみどりがおかスポーツこうえん）は、山梨県甲府市緑が丘にある運動施設。単に緑が丘スポーツ公園と呼ばれることもある。

## 概要
1952年（昭和27年）に山梨県が設置。1964年（昭和39年）には「山梨県営総合運動場」と呼称される都市公園となり県内主要の運動施設として長らく貢献する。施設の老朽化などにより1985年（昭和60年）に県営化された小瀬スポーツ公園と管理を交換する形で1988年4月1日より体育館以外の施設が甲府市に移管され、同時に現在の名称に改称し現在に至る。
各施設が老朽化していることから甲府市は2020年（令和2年）4月10日、同年度から2024年（令和6年）度にかけて再整備することを発表している。
- 所在地：山梨県甲府市緑が丘2-8-1

## 施設

### 陸上競技場（ふじでんスタジアム）
1954年（昭和29年）に山梨県が管理する競技場として開場。こけら落としとして天皇杯全日本サッカー選手権大会の決勝戦が当地で行なわれている。その後も県の主要競技場として機能していたが、かいじ国体による整備の際に老朽化と拡張の困難さから当競技場の整備を断念し、山梨県小瀬スポーツ公園内に完成した山梨県小瀬スポーツ公園陸上競技場にその座を譲り、1988年（昭和63年）には所有者が山梨県から甲府市に移管されている。
名目上はJリーグ･ヴァンフォーレ甲府の準本拠地であり、サッカー場（後述）が閉鎖・解体された後はJリーグに参入する前まで当会場で旧JFLの試合も行なわれていた。またJリーグ参加後は開催規定の問題上Jサテライトリーグの試合と、練習会場に充てられていた。WATER BOYS2第6話の撮影に使用。現在はスタンドにあった木はすべて伐採されている。2022年8月に笛吹市で自動車整備やリースを行なっているふじでんサービスがネーミングライツを取得し、愛称は「ふじでんスタジアム」となった。
- 日本陸上競技連盟第2種公認
- トラック：400m×8レーン
- フィールド：天然芝 106m×69m
- スコアボード：なし
- 照明設備：なし

### 野球場（ふじでん球場）
1954年（昭和29年）開場。山梨県内では古い部類に入る主要球場の一つであり、開場以来高校野球、社会人野球、少年野球などアマチュア野球で頻繁に使用されている。またプロ野球の公式戦・オープン戦が開催されたこともある（当球場で最後に開催された公式戦は1972年（昭和47年）5月2日のヤクルトアトムズ対広島東洋カープ戦）。現在は老朽化が進んでいるうえ照明設備がなく、またライト方向を山梨県道111号線が囲む形で通っていることから拡張がままならず、かいじ国体では当球場の拡張を断念し、新たに小瀬スポーツ公園内に建設された小瀬球場に山梨県の主要球場の座を譲っている。その後も高校野球の山梨県予選などで使われていたが、2007年（平成19年）の秋季大会山梨県予選で三塁側へ飛んだファウルボールが民家に飛び込み窓ガラスを破損する事故があり（緑が丘スポーツ公園周辺の開発が進み、三塁側のすぐ近くにまで民家が建ち並んでいる。）、それ以降安全面に問題があるとして一切の硬式野球ができなくなり、現在は軟式野球のみ使用可能となっている。
建築から50年以上が経過しており、老朽化や新山梨環状道路のアクセス道路との干渉問題から解体の話もあったが、上述の再整備案では老朽化した内野スタンドの改築などを行ない、アクセス道路についても同公園内は高架化のうえ野球場と干渉しないように設計することとしている。
工事は2021年より開始され、2024年4月に完了した。メインスタンドは改築縮小され、代わりにウォーミングアップスペースが設けられた。また、ふじでんサービスが野球場のネーミングライツも取得し、愛称は「ふじでん球場」となった。
- グラウンド面積：12,029m2
- 両翼：91m、中堅：113m
- グラウンド
  - 内野：混合土
  - 外野：天然芝
- スコアボード：パネル式
- 照明設備：なし
- 観客席
  - 内野：コンクリート造のベンチ席。一部ウォーミングアップスペース
  - 外野：土盛の芝生席
  - 改修前の収容人数は11,950人

### 球技場
クレイ舗装の照明設備付の施設。ソフトボールなどの試合に対応している。元々は射撃場のため、ややいびつな形をしているのが特徴。
- 敷地面積：10,794.2m2
- 6000w級照明設備×9基

### テニスコート
1952年（昭和27年）に整備。東側6面、西側6面の全クレイコートで、東側の3～6面のみ夜間照明に対応している。
再整備では全コートに人工芝を貼付ることが発表されている。

### プール
長水路、短水路、飛び込み、幼児向けの4つのプールがある。スタンドがあるため県内の主要大会で使用されているほか、大会が行なわれない夏季期間には一般にも開放されている。
また、小瀬水泳場と並び、あだち充の「ラフ ROUGH」の劇中、県大会の飛び込み競技会場として登場した（小瀬は競泳会場として登場）。海猿の水中撮影の際に飛び込み用プールを使用。
- サイズ
  - 長水路：50m×21m
  - 短水路：25m×10m
  - 飛び込み：20m×25m
  - 幼児用：328m2
- スタンド収容人数：2,840人

### 船出広場
元々はサッカー場だった広場で、ヴァンフォーレ甲府（当時:甲府クラブ）がJSL時代に本拠地としていた。現在はスタンドを含め解体され、サッカー場としての面影はない。

## 交通
- 甲府駅バスターミナル3番乗り場から山梨交通バス01・02・03・04・05・06・08・58系統に乗車、「塩部」で下車し徒歩約10分
- 甲府駅バスターミナル3番乗り場から山梨交通バス99系統に乗車、「塩部三丁目」バス停で下車し徒歩約15分。
- 韮崎駅から山梨交通バス08系統に乗車、「塩部」バス停で下車し徒歩約10分。